# Ponte di Castelvecchio
Il ponte di Castelvecchio (in veneto ponte Castelvecio), conosciuto anche come ponte scaligero, è un'opera infrastrutturale e militare situata a Verona lungo il fiume Adige, parte della fortezza di Castelvecchio e ritenuto l'opera più audace e mirabile del Medioevo veronese. Venne distrutto durante la seconda guerra mondiale e ricostruito nel 1951.

## Storia

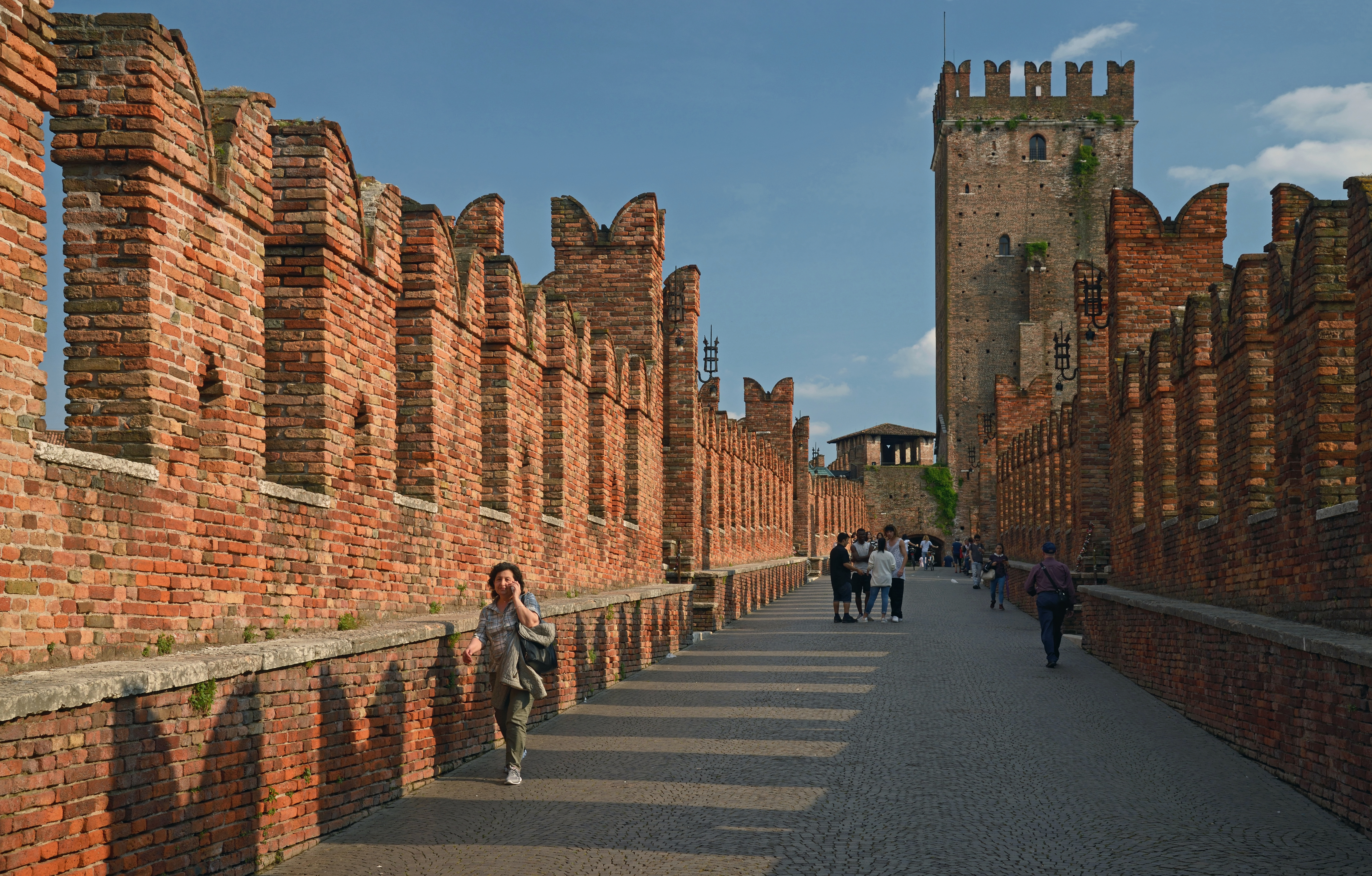
Vista del mastio di Castelvecchio dall'estremità del ponte scaligero

Il ponte venne realizzato tra il 1354 ed il 1356 sotto la signoria di Cangrande II della Scala, con la funzione di assicurare alla costruenda rocca di Castelvecchio una via di fuga verso il Tirolo nel caso vi fosse stata una sommossa da parte di una delle fazioni nemiche interne alla città. Il progettista ed esecutore del ponte non è conosciuto, tuttavia un documento del 1495 (quindi postumo di oltre un secolo rispetto alla sua costruzione) sembra indicare come autore un certo Guglielmo Bevilacqua, protagonista, tra l'altro, di una leggenda raccolta dal cronista Girolamo Dalla Corte nella sua Historia di Verona: si racconta infatti che Cangrande II della Scala donò al Bevilacqua una spada ritenuta di san Martino, fino a quel momento custodita nell'omonima chiesa, edificio che a quei tempi sorgeva all'interno delle mura di Castelvecchio. Alcuni studiosi hanno invece ipotizzato, basandosi sulle analogie tra questo ponte e quello detto delle Navi, una comune paternità, da attribuire quindi a Giovanni da Ferrara e Giacomo da Gozo.
La robustezza della struttura consentì al ponte di passare indenne cinque secoli di storia fino a quando, nel 1802, i francesi, che occuparono Verona a seguito del trattato di Lunéville, mozzarono la torre sul lato campagna ed eliminarono le merlature, come già precedentemente fatto per le altre torri del castello, per potervi così alloggiare le batterie di cannoni, usate poi durante le note vicende delle Pasque veronesi. Infine il ponte venne fatto saltare il 24 aprile 1945 dai soldati tedeschi in ritirata verso la Germania, insieme a tutti gli altri ponti della città, compreso l'ancora più antico ponte Pietra.
Nell'immediato dopoguerra si decise di ricostruirlo insieme ad altri importanti monumenti della città perduti nel corso della seconda guerra mondiale. Sostenuta dall'opinione pubblica e considerato che almeno le pile si erano in parte conservate nonostante le violente esplosioni, la Soprintendenza di Verona, nella persona di Piero Gazzola, decise di ripristinare la situazione precedente all'esplosione piuttosto che realizzare un ponte ex novo. Per il progetto di ricostruzione, Piero Gazzola si avvalse della collaborazione dell'ingegnere Alberto Minghetti per la parte tecnica e dell'architetto Libero Cecchini per la parte artistica.
I primi lavori iniziarono alla fine del 1945 e videro lo sgombero dell'alveo del fiume Adige dalle macerie, mentre nella seconda fase, iniziata nel 1949, i conci di pietra rinvenuti integri vennero ricollocati nella loro posizione originale, grazie alla documentazione fotografica e al rilievo realizzati poco prima della distruzione del ponte stesso. Inoltre, grazie allo studio dei cromatismi della pietra, si poté risalire alla cava da cui vennero estratti i blocchi in età medievale, situata nel territorio di San Giorgio di Valpolicella, da cui vennero così cavate le nuove pietre che avrebbero sostituito le originali danneggiate. Il laterizio originale, costituito da terre diverse e di dimensioni diseguali, proveniva invece da diverse fornaci, si decise quindi di procurarsi quello nuovo dai cantieri di edifici in demolizione e da diverse fornaci veronesi e mantovane. I lavori di restauro terminarono solamente il 20 luglio 1951.

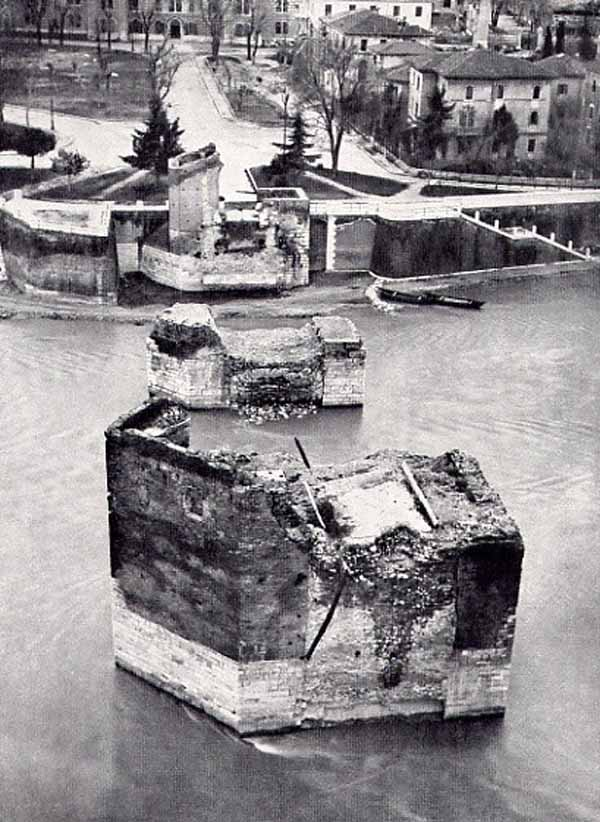
Il ponte dopo le devastazioni della guerra
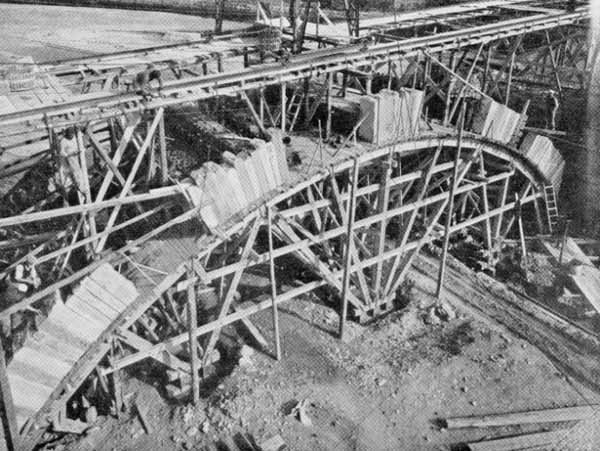
La ricostruzione della ghiera dell'arco con materiale originale
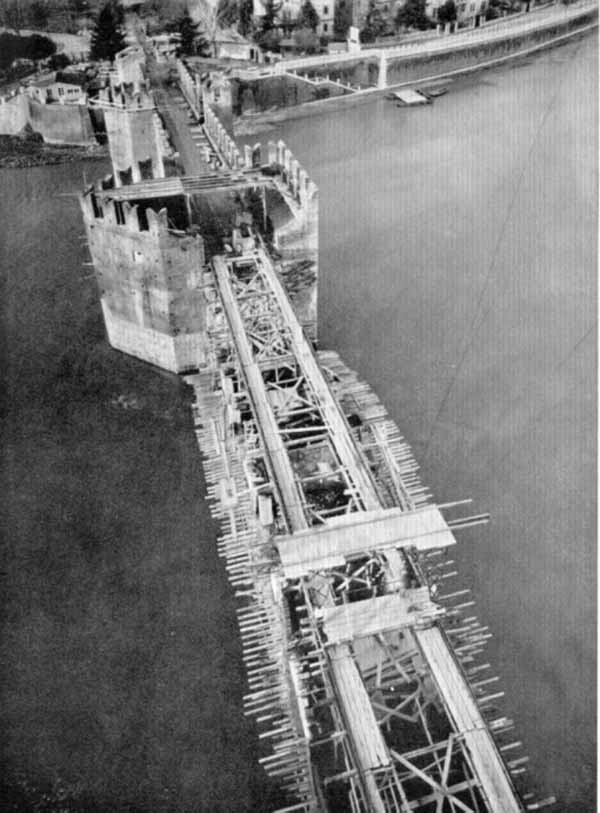
Il restauro del  ponte quasi terminato
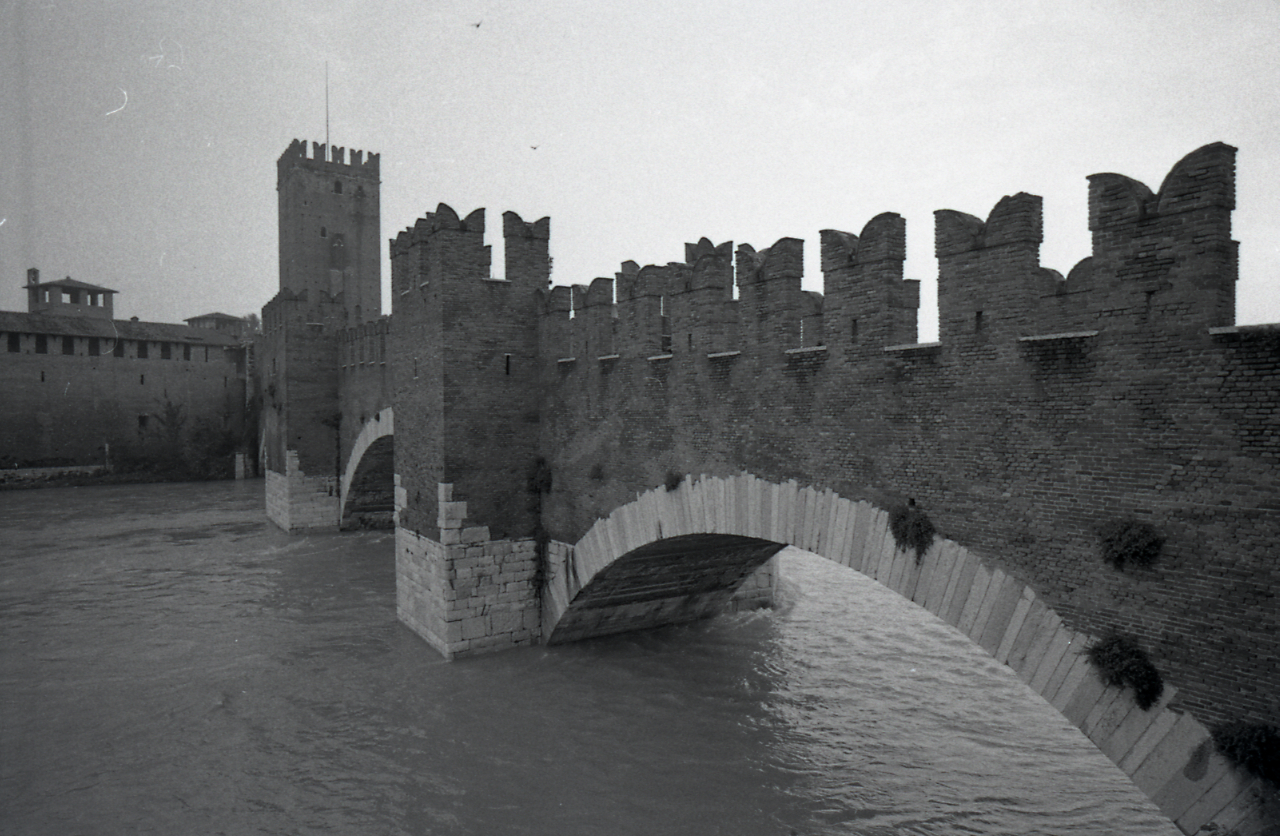
Il ponte concluso in una fotografia di Paolo Monti

## Descrizione

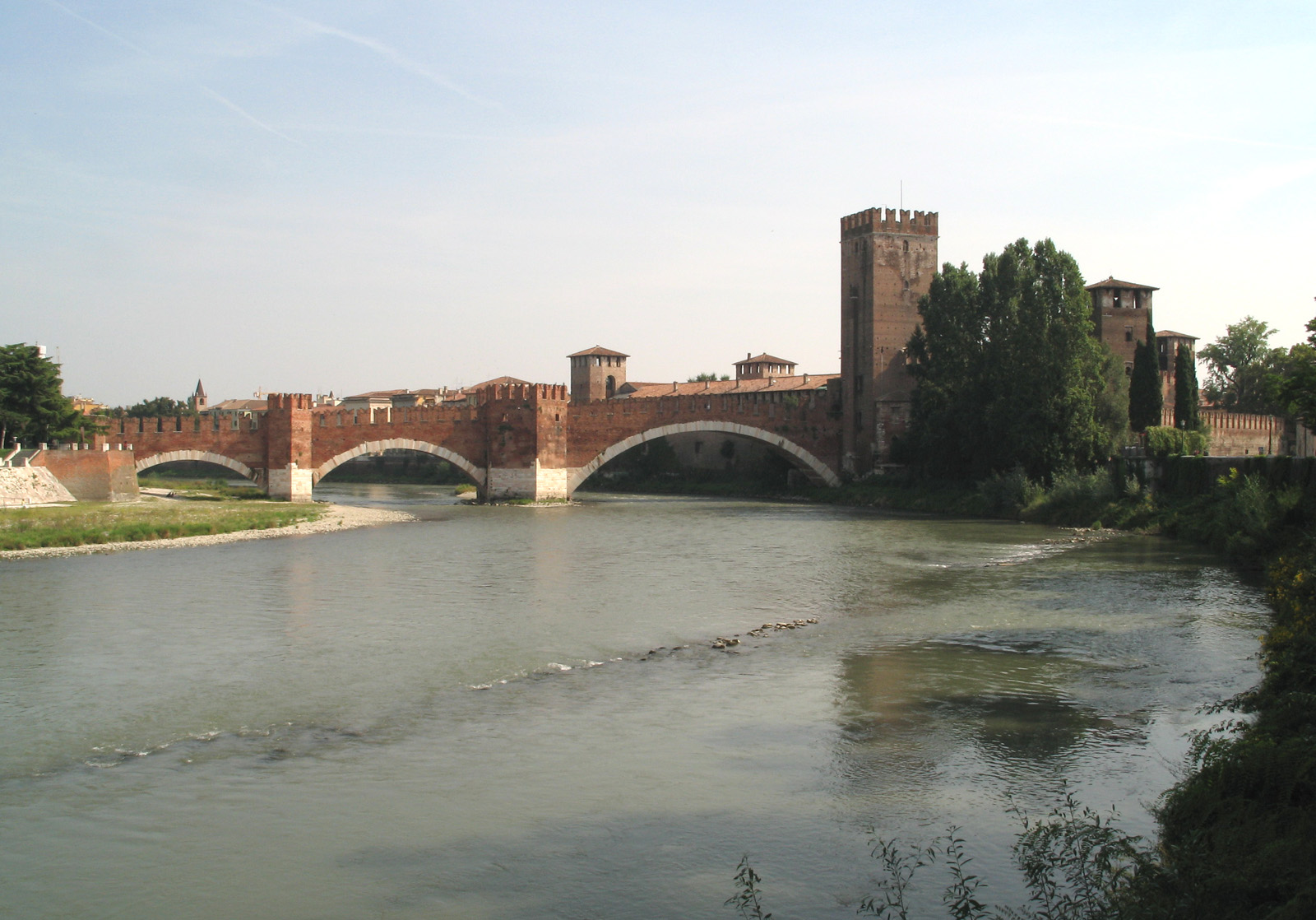
Il ponte visto da monte, da dove sono evidenti le arcate di diversa ampiezza

Il ponte, appartenente al complesso di Castelvecchio, risulta essere un'opera ardita per il periodo in cui venne costruita, con l'arcata destra avente una luce di addirittura 48,69 metri, mentre le due arcate minori hanno luci di 29,15 e 24 metri. L'arcata maggiore è da alcuni studiosi considerata addirittura la più grande in Europa al tempo della sua costruzione, e aveva una dimensione utile ad agevolare il passaggio delle imbarcazioni. Il diverso dimensionamento dell'ampiezza degli archi e della mole dei piloni è da ricondurre ad uno studio della diversa distribuzione delle correnti in questo meandro del fiume; questo disegno particolare del ponte, ideato da un punto di vista prettamente funzionale e strutturale, ha comunque determinato una soluzione figurativa gotica e inedita.
Il basamento dei piloni e le ghiere degli archi, quindi la parte inferiore della struttura, sono in pietra, mentre la parte rimanente del ponte è in cotto, materiale che caratterizza tutti i monumenti medievali veronesi. I due piloni a base pentagonale, rostrati verso monte per facilitare lo scorrimento delle acque dell'Adige, sono estremamente massicci, ed il maggiore era arricchito da quindici capitelli corinzi e da frammenti di bassorilievi romani. Il percorso lungo il ponte, lungo oltre centoventi metri e largo oltre sei, è difeso da mura merlate a coda di rondine, con camminamenti e feritoie, oltre che dall'imponente mastio verso città e da una torre, mozzata dai francesi nell'Ottocento, verso campagna.